# Elusa duplicata
Elusa duplicata là một loài bướm đêm trong họ Noctuidae.